# 国立療養所星塚敬愛園

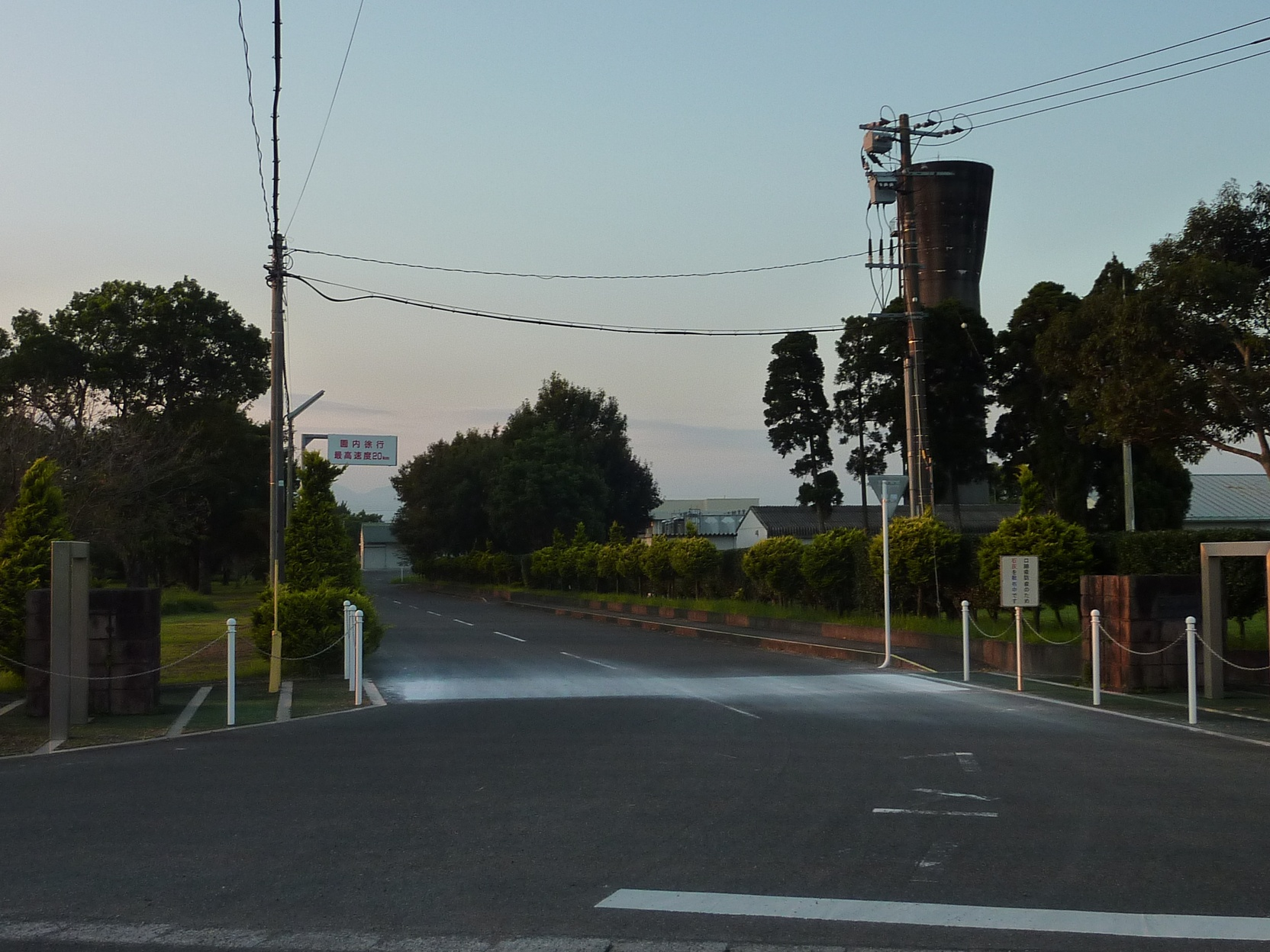
外観

国立療養所星塚敬愛園（こくりつりょうようじょほしづかけいあいえん）は、鹿児島県鹿屋市にある国立ハンセン病療養所。厚生労働省の施設等機関である。

## 概要
- 設立：1935年10月28日
- 標榜診療科：内科、外科、整形外科、皮膚科、眼科、耳鼻咽喉科、歯科
- 敷地：372,972平方メートル
- 在園者数：289名（2006年）

## 特記
ハンセン病療養所の中では珍しく、開園当初から高い塀が存在せず、衆議院議員であり後に鹿屋市長にもなる永田良吉が誘致した。敬愛は西郷隆盛の「敬天愛人」に由来する。

## 年表
- 1933年。鹿児島県にらい療養所設置方針決定(定数300)
- 1934年。予算決定、35万。
- 1935年10月28日。星塚敬愛園開園式挙行。園長：林文雄。11月2日。始めて患者収容。
- 1936年1月8日。学齢時の児童のために敬愛学園を設立。
- 1936年4月5日。安村追放事件。

- 1944年3月18日。塩沼英之助園長着任。
- 1945年3月18日。6月8日。8月12日。爆撃を受ける。死者2名。重傷者1名（あとで死亡)。
- 1946年4月。園内通用券を日本銀行券と交換完了。
- 1947年11月2日。園内で第20回らい学会を開催。特にプロミンの効果の発表があった。
- 1948年8月。プロミン注射始まる。
- 1951年12月1日。大西基四夫園長代理発令。
- 1955年1月1日。大西基四夫園長心得。園長発令。
- 1957年9月10日。宮田唯夫園長着任
- 1964年5月1日。宮田唯夫園長長島愛生園へ。東家斉園長着任。
- 1975年12月31日。大島新之助園長発令。
- 1984年1月1日。鈴木正和園長就任。

## 所在地
- 鹿児島県鹿屋市星塚町4204